# Jean Coache
Pour les articles homonymes, voir Coache.
Jean Coache est un homme politique français né le 24 juin 1890 à Abbeville (Somme) et décédé le 3 janvier 1960 à Gennes-Ivergny (Pas-de-Calais).

## Biographie
Fils d’Émile Coache, ancien député de la Somme, il est industriel et succède à son père comme conseiller général du canton de Crécy-en-Ponthieu. Il est député de la Somme de 1932 à 1936, inscrit au groupe des Républicains de gauche. Battu en 1936, il devient juge de paix à Alger.

## Sources
- « Jean Coache », dans le Dictionnaire des parlementaires français (1889-1940), sous la direction de Jean Jolly, PUF, 1960 [détail de l’édition]